# Roberto Osculati
Roberto Osculati (* 26. September 1939 in Monza) ist ein italienischer römisch-katholischer Theologe.

## Leben
Er erwarb 1958 die Maturità Classica am Liceo Classico B. Zucchi in Monza, 1966 an der Pontificia Università Gregoriana den Doktor der Theologie und 1973 den Doktor der Philosophie an der Universität Mailand. Er war Religionslehrer am Liceo Classico G. Berchet in Mailand (1971–1987). Seit 1987 ist er ordentlicher Professor für Geschichte des Christentums bei der literarischen und philosophischen Fakultät der Universität Catania.

## Schriften (Auswahl)
- Fenomenologia e grazia. Il pieno compimento del soggetto umano in Hegel e nella teologia cattolica. Rom 1968, OCLC 973557433.
- Schleiermacher. L'uomo, il pensatore, il cristiano. Brescia 1980, OCLC 797241573.
- Vero cristianesimo. Teologia e società moderna nel pietismo luterano. Rom 1990, ISBN 88-420-3644-7.
- Evangelismo cattolico (secoli XIV–XVII). Proposta di lettura. Bologna 2013, ISBN 978-88-15-23491-9.